# Индекс автомобильных номеров Италии
Регистрационные номерные знаки Италии (итал. Targhe automobilistiche italiane) используются для регистрации безрельсовых транспортных средств. Современные итальянские автомобильные номерные знаки имеют черные символы на прямоугольном белом фоне, с небольшими синими полосами справа и слева (см. Европейские регистрационные знаки транспортных средств). Данная схема нумерации используется с 1994 года и не связана с географическим происхождением автомобиля.

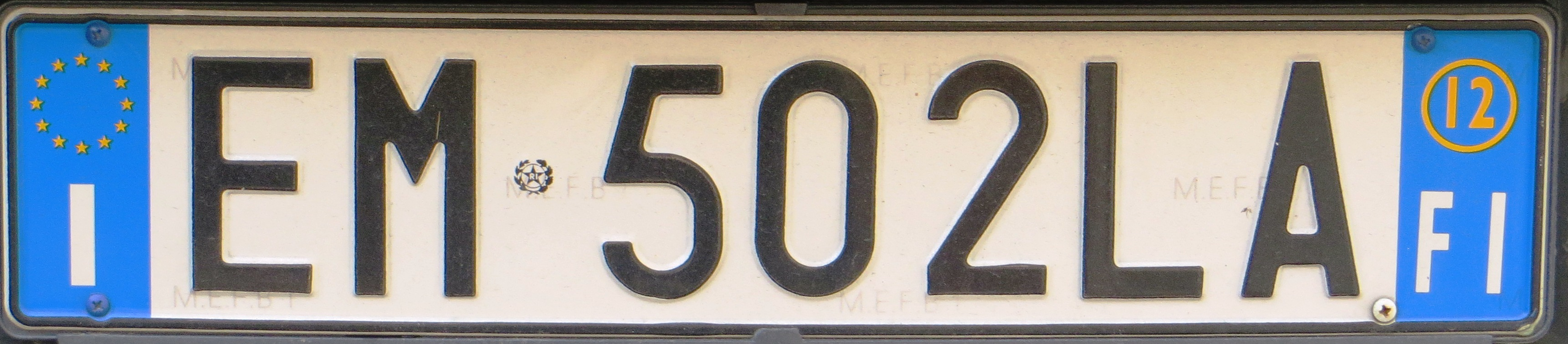
Внешний вид государственного регистрационного номерного знака Италии (Метрополитенский город Флоренция)

## История

### 1903—1905 годы
Самые первые Итальянские номерные знаки содержали полное название места происхождения, следующего за номером, например GENOVA 83.

### 1905—1927 годы
Номер был белым и содержал красный числовой код (различный для каждой провинции) и чёрный прогрессивный номер (уникальный для данной провинции). Например, 63 — 2993, где 63 — код Турина.

### 1927—1976 годы
В этот период номер был чёрным с белыми цифрами. Задний номерной знак был размером 25 x 17.5 cm, а передний 26.2 x 5.7 cm. Регистрационный номер состоял из двух-буквенного кода, обозначающего провинцию (за исключением: Римский код Roma, для 2 и 3 колесных транспортных средств, и возрастающий код, уникальный для каждой провинции, который мог составлять до 6 символов.
С 1927 по 1932, возрастающий код обозначал провинции и был обязателен для переднего и заднего номерного знака.
Возрастающий код для первых 999 999 провинциальных автомобилей был просто возрастающим числом (показывающим количество), и иногда заполнялся с начальными нулями (правило, которое впоследствии было изменено)s
Начиная с 1 000 000 автомобиля, код был преобразован и имел вид A00000-A99999, B00000-B99999 и т. д. Порядок используемых букв был ABDEFGHJKLMNPRSTUVZXYW. После он изменялся на 00000A-99999A, 00000D-99999D и т. д. Буквы использовались в порядке ADEFGHJLMNPRSTVWXYZ. Потом буквы передвигались на вторую позицию, затем на третью (ранжируясь как для последней).

### 1976—1985 годы
Передний номер оставался таким же, как в период 1927—1976 годов. А задний номер, наоборот был разделен на три части. Одна размером 10,7x33 cm, чёрная с белыми цифрами, включающими возрастающий код и очень мелкое обозначение провинции (RM только для Рима). Две другие части были белыми, с оранжевыми буквами и имели обозначение провинции. Одна составляла 10,7x33 cm, другая 10,7x20 cm. Использовалась только одна из двух последних: для длинного номерного знака мелкий код провинции обозначался слева от возрастающего кода, для квадратного номера, крупный код провинции обозначался сверху, над возрастающим кодом.
Рим был единственным городом в мире, номерные знаки автомобилей в котором содержат полное название города.

### 1985—1994 годы
Номерные знаки становятся белыми с черными цифрами. Передний знак становится больше (32.5 x 10.7 cm) и возрастающий код обозначается после кода провинции, как это уже было применено для задних знаков.

### 1994 год — настоящее время
Совершенно новая система нумерации, введённая в 1994 году, отменила любые обозначения места происхождения. Простой буквенно-цифровой код имеет формат AA 999 AA. Здесь ‘A’ может быть любой буквой латинского алфавита, кроме I, O, Q, U; ‘9’ может быть любая десятичная цифра, например AK 514 RH, AX 848 LK, BA 924 NS и т. д. Трёхзначные номера были изменены[когда?] в первую очередь, затем буквы справа налево. То есть первый номер AA 000 AA, за ним следует AA 001 AA по AA 999 AA, затем AA 000 AB по AA 999 AZ, затем AA 000 BA по AA 999 ZZ, затем AB 000 AA по AZ 999 ZZ, затем BA 000 AA по ZZ 999 ZZ.
Задние номера больше не разделяются на две части. Вместо этого, квадратный номер может быть выбран вместо обычного удлинённого. Если задний номер имеет квадратную форму, нумерационная схема начинается с ZA 000 AA.
В 1999 году номера были видоизменены, начало с BB 000 HH. Цифры стали толще. Последняя десятичная цифра теперь находится очень близко к третьей букве. Стандартная европейская синяя полоса была добавлена к левой стороне — символ Европейского союза — окружность из 12 золотых звёзд, и код страны I (итал. Italia). Другая синяя полоса была добавлена на правую сторону, и имеет изображение жёлтого круга с номером области (номер делается под заказ).
Код провинции, состоящий из двух заглавных букв, может присутствовать на правой стороне номера(95 % автомобилей имеют такой код). Для Рима, слово «ROMA» заменяет две буквы кода провинции или вписывается мелким шрифтом.
Коды провинций обозначаются заглавными буквами во всех случаях, кроме следующих автономных областей и провинций:
- для автономной провинции Больцано (Bz)
- для автономной провинции Тренто (Tn)
- для автономной области Валле-д’Аоста (Ao)

которые обозначаются местными гербами.
Восстановление кода провинции (как необязательного элемента знака) было осуществлено, поскольку отмена двухбуквенного обозначения провинции в 1994 году оказалась крайне непопулярной.

## Список кодов провинций

### Список кодов провинций в период с 1927 года до наших дней
| AG | Агридженто      | AL | Алессандрия   | AN | Анкона                | AO | Валле-д’Аоста     | AP   | Асколи-Пичено   |
| AQ | Л’Акуила        | AR | Ареццо        | AT | Асти                  | AV | Авеллино          | BA   | Бари            |
| BG | Бергамо         | BI | Бьелла        | BL | Беллуно               | BN | Беневенто         | BO   | Болонья         |
| BR | Бриндизи        | BS | Брешия        | BT | Барлетта-Андрия-Трани | BZ | Больцано          | CA   | Кальяри         |
| CB | Кампобассо      | CE | Казерта       | CH | Кьети                 | CI | Карбония-Иглезиас | CL   | Кальтаниссетта  |
| CN | Кунео           | CO | Комо          | CR | Кремона               | CS | Козенца           | CT   | Катания         |
| CZ | Катандзаро      | EN | Энна          | FC | Форли-Чезена          | FE | Феррара           | FG   | Фоджа           |
| FI | Флоренция       | FM | Фермо         | FR | Фрозиноне             | GE | Генуя             | GO   | Гориция         |
| GR | Гроссето        | IM | Империя       | IS | Изерния               | KR | Кротоне           | LC   | Лекко           |
| LE | Лечче           | LI | Ливорно       | LO | Лоди                  | LT | Латина            | LU   | Лукка           |
| MB | Монца-э-Брианца | MC | Мачерата      | ME | Мессина               | MI | Милан             | MN   | Мантуя          |
| MO | Модена          | MS | Масса-Каррара | MT | Матера                | NA | Неаполь           | NO   | Новара          |
| NU | Нуоро           | OL | Ольястра      | OR | Ористано              | OT | Ольбия-Темпьо     | PA   | Палермо         |
| PC | Пьяченца        | PD | Падуя         | PE | Пескара               | PG | Перуджа           | PI   | Пиза            |
| PN | Порденоне       | PO | Прато         | PR | Парма                 | PT | Пистоя            | PU   | Пезаро-э-Урбино |
| PV | Павия           | PZ | Потенца       | RA | Равенна               | RC | Реджо-Калабрия    | RE   | Реджио-Эмилия   |
| RG | Рагуза          | RI | Риети         | RN | Римини                | RO | Ровиго            | Roma | Рим             |
| SA | Салерно         | SI | Сиена         | SO | Сондрио               | SP | Специя            | SR   | Сиракуза        |
| SS | Сассари         | SV | Савона        | TA | Таранто               | TE | Терамо            | TN   | Тренто          |
| TO | Турин           | TP | Трапани       | TR | Терни                 | TS | Триест            | TV   | Тревизо         |
| UD | Удине           | VA | Варесе        | VB | Вербано-Кузьо-Оссола  | VC | Верчелли          | VE   | Венеция         |
| VI | Виченца         | VR | Верона        | VS | Медио-Кампидано       | VT | Витербо           | VV   | Вибо-Валентия   |

Данные аббревиатуры для названий провинций широко используются в других сферах, помимо индексации автомобильных номерных знаков. Например, «Trino (VC)» указывает на местность, называемую Трино, находящуюся в провинции Верчелли, такая форма записи часто встречается в почтовых адресах или справочниках.
Иногда код RM используется вместо Roma для римской провинции в почтовых адресах и документации.

### Список устаревших кодов провинций (после 1927 года)
| AU | Apuania        | провинция переименована обратно в Massa-Carrara | 1939-1949 |
| CG | Castrogiovanni | город переименован в Enna                       | 1927-1928 |
| CU | Cuneo          | код изменился на CN                             | 1927-1928 |
| FM | Fiume          | город больше не входит в состав Италии          | 1930-1945 |
| FU | Fiume          | код изменён на FM                               | 1927-1930 |
| GI | Girgenti       | город переименован в Agrigento                  | 1927-1928 |
| PL | Pola           | город больше не входит в состав Италии          | 1927-1945 |
| PU | Perugia        | код изменён на PG                               | 1927-1933 |
| ZA | Zara           | город больше не входит в состав Италии          | 1927-1945 |
| PS | Pesaro         | провинция переименована в Pesaro и Urbino       | 1927-1994 |
| FO | Forlì          | провинция переименована в Forlì-Cesena (FC)     | 1927-1994 |

### Список кодов провинций с 1905 по 1927
| Код | Провинция     | Код | Провинция     | Код | Провинция       | Код | Провинция |
| --- | ------------- | --- | ------------- | --- | --------------- | --- | --------- |
| 1   | Alessandria   | 20  | Como          | 39  | Modena          | 58  | Sassari   |
| 2   | Ancona        | 21  | Cosenza       | 40  | Napoli          | 59  | Siena     |
| 3   | L’Aquila      | 22  | Cremona       | 41  | Novara          | 60  | Siracusa  |
| 4   | Arezzo        | 23  | Cuneo         | 42  | Padova          | 61  | Sondrio   |
| 5   | Ascoli Piceno | 24  | Ferrara       | 43  | Palermo         | 62  | Teramo    |
| 6   | Avellino      | 25  | Firenze       | 44  | Parma           | 63  | Torino    |
| 7   | Bari          | 26  | Foggia        | 45  | Pavia           | 64  | Trapani   |
| 8   | Belluno       | 27  | Forlì         | 46  | Perugia         | 65  | Treviso   |
| 9   | Benevento     | 28  | Genova        | 47  | Pesaro          | 66  | Udine     |
| 10  | Bergamo       | 29  | Agrigento     | 48  | Piacenza        | 67  | Venezia   |
| 11  | Bologna       | 30  | Grosseto      | 49  | Pisa            | 68  | Verona    |
| 12  | Brescia       | 31  | Lecce         | 50  | Imperia         | 69  | Vicenza   |
| 13  | Cagliari      | 32  | Livorno       | 51  | Potenza         | 70  | Pola      |
| 14  | Caltanissetta | 33  | Lucca         | 52  | Ravenna         | 71  | La Spezia |
| 15  | Campobasso    | 34  | Macerata      | 53  | Reggio Calabria | 72  | Taranto   |
| 16  | Caserta       | 35  | Mantova       | 54  | Reggio Emilia   | 73  | Trento    |
| 17  | Catania       | 36  | Massa Carrara | 55  | Roma            | 74  | Trieste   |
| 18  | Catanzaro     | 37  | Messina       | 56  | Rovigo          | 75  | Zara      |
| 19  | Chieti        | 38  | Milano        | 57  | Salerno         | 76  | Fiume     |